# Khanoba
Khanoba est un village d'Azerbaïdjan situé dans le raion de Khojavend. Elle compte 664 habitants en 2005.